# Olesicampe terebrator
Olesicampe terebrator är en stekelart som beskrevs av Hinz 1975. Olesicampe terebrator ingår i släktet Olesicampe och familjen brokparasitsteklar. Inga underarter finns listade i Catalogue of Life.